# Puchar Australii i Nowej Zelandii w narciarstwie alpejskim 2015
Sezon 2015 Pucharu Australii i Nowej Zelandii w narciarstwie alpejskim rozpoczął się 22 sierpnia w australijskim Perisher. Ostatnie zawody z tego cyklu zostały rozegrane między 29 sierpnia a 1/2 września 2015 roku w nowozelandzkim Coronet Peak. Zostało rozegranych 8 konkursów dla kobiet i 8 konkursów dla mężczyzn.

## Puchar Australii i Nowej Zelandii w narciarstwie alpejskim kobiet
Wśród kobiet pucharu Australii i Nowej Zelandii z sezonu 2014 broniła Australijka Greta Small. Tym razem najlepsza okazała się Nowozelandka Piera Hudson.
W poszczególnych klasyfikacjach tryumfowały: 
- slalom:  Piera Hudson
- gigant:  Piera Hudson

## Puchar Australii i Nowej Zelandii w narciarstwie alpejskim mężczyzn
Wśród mężczyzn pucharu Australii i Nowej Zelandii z sezonu 2014 bronił Słowak Adam Žampa, który okazał się także najlepszy w sezonie 2015.
W poszczególnych klasyfikacjach tryumfowali:
- slalom:  Adam Žampa
- gigant:  Adam Žampa